# Atletica leggera ai Giochi della XVIII Olimpiade - Staffetta 4×100 metri femminile

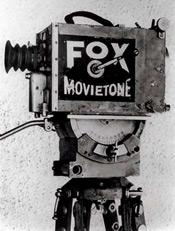
Video della Finale (filmato amatoriale, durata 31")

La competizione della staffetta 4×100 metri femminile di atletica leggera ai Giochi della XVIII Olimpiade si è disputata nei giorni 20 e 21 ottobre 1964 allo Stadio Nazionale di Tokyo.

## Risultati

### Turni eliminatori
| 2 Batterie | 20 ottobre | 15 squadre | Si qualificano le prime 4, più i migliori tempi. |
| Finale     | 21 ottobre | 8 squadre  |                                                  |

### Batterie
| Pos. | Nazione          | Atleti                                                               | Tempo Ufficiale | Tempo Ufficioso |
| ---- | ---------------- | -------------------------------------------------------------------- | --------------- | --------------- |
| 1    | Polonia          | Teresa Ciepły, Irena Szewińska Halina Górecka, Ewa Kłobukowska       | 44"6            | 44"62           |
| 2    | Gran Bretagna    | Janet Simpson, Mary Rand Daphne Arden, Dorothy Hyman                 | 44"9            | 44"96           |
| 3    | Unione Sovietica | Galina Gayda, Renāte Lāce Ljudmila Ignatëva, Galina Popova           | 44"9            | 44"98           |
| 4    | Australia        | Dianne Bowering-Burge, Marilyn Black Margaret Burvill, Joyce Bennett | 45"2            | 45"28           |
| 5    | Giamaica         | Adlin Mair-Clarke, Una Morris Vilma Charlton, Carmen Smith           | 46"0            | ND              |
| 6    | Panama           | Delceita Oakley, Lorraine Dunn Jean Holmes, Marcela Daniel           | 47"6            | ND              |
| 7    | Corea del Sud    | Park Hui-Suk, Han Myeong-Hui Lee Hak-Ja, Song Yang-Ja                | 50"1            | ND              |

| Pos. | Nazione     | Atleti                                                                   | Tempo Ufficiale | Tempo Ufficioso |
| ---- | ----------- | ------------------------------------------------------------------------ | --------------- | --------------- |
| 1    | Stati Uniti | Willye White, Wyomia Tyus Marilyn White, Edith McGuire                   | 44"8            | 44"83           |
| 2    | Germania    | Karin Reichert, Erika Pollmann Martha Langbein, Jutta Heine              | 45"0            | 45"01           |
| 3    | Ungheria    | Erzsébet Bartos, Margit Markó-Nemesházi Antónia Munkácsi, Ida Such       | 45"9            | 45"91           |
| 4    | Francia     | Marlène Canguio, Danielle Guéneau Michèle Lurot, Denise Guénard          | 46"0            | ND              |
| 5    | Argentina   | Margarita Formeiro, Susana Ritchie Evelia Farina, Alicia Kaufmanas       | 46"7            | ND              |
| 6    | Giappone    | Reiko Ezoe, Ikuko Yoda Etsuke Miyamoto, Takao Inoguchi                   | 47"0            | ND              |
| 7    | Filippine   | Aida Molinos, Loretta Barcenas Nelly Restar, Mona Sulaiman               | 48"8            | ND              |
| 8    | Thailandia  | Preya Dechdumrong, Kusolwan Sorut Budsabong Yimploy, Samruay Charonggool | 50"3            | ND              |

## Finale
Le polacche vincono l'oro a sorpresa stabilendo anche il nuovo record del mondo. Il record mondiale della staffetta polacca verrà in seguito cancellato dagli annali poiché la polacca Klobukowska non supererà il test del sesso (introdotto nel 1966). Le polacche manterranno invece il titolo olimpico.
| Pos.    | Nazione          | Atleti                                                               | Tempo Ufficiale | Tempo Ufficioso |
| ------- | ---------------- | -------------------------------------------------------------------- | --------------- | --------------- |
| Oro     | Polonia          | Teresa Ciepły, Irena Szewińska Halina Górecka, Ewa Kłobukowska       | 43"6            | 43"69           |
| Argento | Stati Uniti      | Willye White, Wyomia Tyus Marilyn White, Edith McGuire               | 43"9            | 43"92           |
| Bronzo  | Gran Bretagna    | Janet Simpson, Mary Rand Daphne Arden, Dorothy Hyman                 | 44"0            | 44"09           |
| 4       | Unione Sovietica | Galina Gayda, Renāte Lāce Ljudmila Ignatëva, Galina Popova           | 44"4            | 44"44           |
| 5       | Germania         | Karin Reichert, Erika Pollmann Martha Langbein, Jutta Heine          | 44"7            | ND              |
| 6       | Australia        | Dianne Bowering-Burge, Marilyn Black Margaret Burvill, Joyce Bennett | 45"0            | ND              |
| 7       | Ungheria         | Erzsébet Bartos, Margit Markó-Nemesházi Antónia Munkácsi, Ida Such   | 45"2            | ND              |
| 8       | Francia          | Marlène Canguio, Danielle Guéneau Michèle Lurot, Denise Guénard      | 46"1            | ND              |